# Марочканы
Марочканы — опустевшая деревня в Юрьянском районе Кировской области в составе Верховинского сельского поселения.

## География
Находится на расстоянии примерно 3 километров на запад-северо-запад от районного центра поселка Юрья.

## История
Известна с 1719 года, когда здесь (тогда деревня Чернышевская) было учтено 10 душ мужского пола, в 1764 году учтено 28 жителей. В 1873 году было отмечено дворов 17 и жителей 120, в 1905 15 и 95, в 1926 21 и 100, в 1950 19 и 58 соответственно, в 1989 году оставалось 6 жителей.

## Население
Постоянное население  составляло не было учтено как в 2002 году, так и в 2010.